# Петър Хаджипанзов
Петър Гьошев Хаджипанзов е български революционер, един от основателите на Македонската младежка тайна революционна организация (ММТРО), подразделение на ВМРО.

## Биография
Петър Хаджипанзов е роден в 1901 година в българския македонски град Велес, тогава в Османската империя. Завършва сръбската гимназия в града след установяването на сръбската власт в 1912 година. Учи медицина във Виена, а в 1926 година завършва география и история в Скопие. Докато е студент в 1922 година участва в основаването на ММТРО и става член на главната ѝ петорка в Загреб. След 1926 година е учител в Печ, но на следващата 1927 година е обвинен по Скопския студентски процес срещу ММТРО. По време на разпитите е подлаган на жесток побой. Макар и оправдан е преследван от властите и се укрива в Черна гора.
След присъединяването на по-голямата част от Вардарска Македония към България през 1941 година Хаджипанзов става директор на гимназията в Щип. След оттеглянето на българските части от Вардарска Македония в 1944 година става директор на гимназията във Велинград.
Петър Хаджипанзов умира в София в 1976 година.